# Concile d'Avignon (1209)
Pour les articles homonymes, voir Concile d'Avignon.
Le concile d’Avignon  est un concile provincial tenu à Avignon en 1209 par Hugues Raymond, évêque de Riez, légat apostolique, où quatre archevêques et vingt évêques se rassemblèrent pour régler les affaires de l'Église contre les albigeois.